# Cristòfol Veny Melià
Cristòfol Veny Melià (Porreres, 13 de juny 1925 - Palma, 17 de març 2007) fou un arqueòleg i prevere mallorquí. El 1940 ingressà a la congregació dels Missioners dels Sagrats Cors i el 1949 s'ordenà de prevere. El 1960 es llicencià en filosofia i lletres per la Universitat Complutense de Madrid, on es doctorà el 1965 amb la tesi Las cuevas sepulcrales del bronce antiguo de Mallorca, publicada el 1968.
Ha estat professor de la Universitat Complutense de Madrid (1967-68); bibliotecari del Museu Arqueològic Nacional de Madrid (1970-79); col·laborador científic del Centre Superior d'Investigacions Científiques; secretari (1980) i director (1981-85) de l'Institut Espanyol de Prehistòria, i director del Museu de Lluc (des de 1990).
Entre 1945-86, dirigí nombroses excavacions, com les de la cova de sa Cometa des Morts (Escorca) i la cova de Son Maimó (Petra), i participà en les excavacions de la necròpolis de Son Real (Santa Margalida) i la cova de Massana (Campanet). També ha excavat a Menorca, a les navetes de sa Cova, de Son Morell Gran, de Binimaimut i Calescoves. A més, dirigí una campanya de l'excavació submarina de les restes del Sec (1972).
Fou director de les revistes Trabajos de Prehistoria (1981-89) i Lluc (1962-63). És autor de Corpus de las inscripciones baleáricas hasta la dominación árabe (1965) i La necrópolis protohistórica de Cales Coves (1982). Ha col·laborat en les revistes especialitzades Archivo Español de Arqueología, Bolletí de la Societat Arqueològica Lul·liana, Classical Folia, Empúries, Iberia, Noticiario Arqueológico Hispánico, Randa i International Archäologie. El 2006 va rebre el Premi Ramon Llull.